# Besättelserna i Louviers

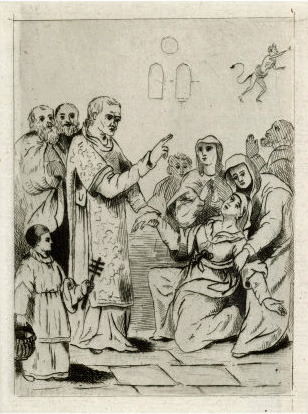
Exorcism of Madeleine Bavent

Besättelserna i Louviers var en häxprocess som ägde rum i Louviers i Frankrike 1647. Processen hade sitt ursprung i påstådd besatthet hos nunnorna i ett kloster. Prästen Thomas Boulle anklagades och avrättades för att vara en trollkarl som hade orsakats den demoniska besattheten av nunnorna genom trolldom. 